# فوزان بن هزاع
فوزان بن هزاع الحارث من كبار الاشراف في عهد الشريف حسين بن علي وقد كان مقربا لديه ولدى أبنائه ولقد كان الشريف فوزان من أبرز وأشهر قادة الثورة العربية الكبرى وكان فيها مرافق للملك عبد الله بن حسين الملك لاحقا في الجيش الشرقي المحاصر للمدينة المنورة وكان من امراء ذلك الجيش.

## نشأته
مواليد قرية المضيق في وادي نخلة الشامية شمال شرق مكة المكرمة سنة 1300هـ

## مواقفه
كانت له عدة بطولات ومواقف سجلت له في كتب الثورة
مثل :
1. (كتاب أعمدة الحكمة السبعة) للورنس العرب
2. مذكرات الملك عبد الله بن حسين

ومن تلك المواقف أسره للقائد التركي الشهير أشرف بك

وقد قال عنه لورنس العرب في كتابه: 
وعلى اثر تلك المواقف اهدته الحكومة الهاشيمة سيفا وعدة هدايا وقد كان أمير على المضيق وهذيل والكرزان من المقطة في العهد الهاشمي والعهد السعودي إلى أن توفى عام 1351 هجري.[بحاجة لمصدر]
| اسألوا كتب التاريخ الماضي منها والحاضر |  | عن الحارثي فوزان وكيف ماله من مفاخر |

## وصلات خارجية
- كتاب (أعمدة الحكمة السبعة) النسخة العربية من المكتبة الوقفية